# Coptosia tauricola
Coptosia tauricola är en skalbaggsart som först beskrevs av Stefan von Breuning 1943.  Coptosia tauricola ingår i släktet Coptosia och familjen långhorningar. Inga underarter finns listade i Catalogue of Life.